# 103 Hera
103 Hera (mednarodno ime je tudi 103 Hera, starogrško starogrško Ήρα: Hera) je  velik asteroid tipa S v glavnem asteroidnem pasu.

## Odkritje
Asteroid je odkril 7. septembra 1868 James Craig Watson (1838 – 1880).. Poimenovana je po Heri, Zevsovi ženi in sestri iz grške mitologije.

## Lastnosti
Asteroid Hera obkroži Sonce v 4,44 letih. Njegova tirnica ima izsrednost 0,080, nagnjena pa je za 5,421° proti ekliptiki. Njegov premer je 91,2 km, okrog svoje osi pa se zavrti v  23,74 urah .